# Rønnaug Schei Alsgaard
Rønnaug Schei Alsgaard née le 28 juin 1977 à est une fondeuse norvégienne.

## Biographie
Elle s'est mariée avec le fondeur à succès Thomas Alsgaard.
Représentant le club Stadsbygd IL, elle court dans les compétitions internationales depuis la saison 1995-1996.
Elle fait ses débuts dans la Coupe du monde en novembre 1997 à Beitostølen, un mois avant de gagner une course de la Coupe continentale à Meråker. En mars 1988, à Lahti, elle marque ses premiers points dans la Coupe du monde avec une 26e place sur un quinze kilomètres libre. En décembre 1999, elle atteint une finale sur un sprint de Coupe du monde disputé à Garmisch-Partenkirchen (sixième), avant de récidiver le lendemain à Kitzbühel, où elle réalise le meilleur résultat de sa carrière avec le quatrième rang. Elle ne marque plus de points pour la Coupe du monde au-delà de la saison 1999-2000 et prend sa retraite sportive en 2002.

## Palmarès

### Coupe du monde
- Meilleur classement général : 29e en 2000.
- Meilleur résultat individuel : 4e.

#### Différents classements en Coupe du monde
| Année     | Classement général final | Classement sprint |
| 1997-1998 | 70e                      |                   |
| 1998-1999 | 53e                      | 70e               |
| 1999-2000 | 29e                      | 19e               |

### Championnats du monde junior
- Médaille de bronze du relais en 1997 à Canmore[2]